# Rodolfo Holzmann
Rodolfo Holzmann   (Breslau, 27 de novembre de 1910 - Lima, 4 d'abril de 1992) va ser un compositor, professor i acadèmic peruà d'origen alemany.

## Biografia
Va estudiar composició a Berlín amb Wladimir Vogel, piano amb Winfried Wolf, i direcció d'orquestra amb Robert Robitschek. Posteriorment va prendre un curs de direcció d'orquestra amb Hermann Scherchen, a Brussel·les. Durant la seva estada a Europa, va crear obres com Due Movimenti, la Suite a tre Temi, que va ser inclosa en el 12è Festival de la Societat Internacional de Música Contemporània de 1934 a Florència, i el Septett per a corn, flauta, clarinet, fagot, violí, viola i cello. Va rebre el 1936 el premi Henry Boauf de la Societat Filharmònica de Brussel·les.
El 1938 es va traslladar a Perú, on va ser professor d'oboè, i posteriorment professor de composició a l'Acadèmia Nacional de Música Alcedo (després anomenat Conservatori Nacional de Música). A final d'aquest mateix any es va fundar l'Orquestra Simfònica Nacional, a la qual es va incorporar com a violinista. El 1945 es va convertir en director adjunt de l'orquestra.
Holzmann el 1957 va ser guardonat amb el premi a la composició 4 de juliol, que li donava dret a un estudi d'anys als Estats Units. Al seu retorn va treballar a la Casa de la Cultura del Perú, ia l'Escola Nacional de Música i Danses Folklòriques. Des de la seva arribada al Perú, Holzmann es va interessar especialment per la música del país. El 1942 va confeccionar la llista de les obres del compositor Theodoro Valcárcel publicada l'any 1943, sent seguida pels catàlegs de Daniel Alomía Robles, Alfonso de Silva i Vicente Stea. Des de la seva contractació a l'Escola Nacional es va ocupar de la música popular i tradicional del Perú. Publica com a resultat un àlbum de danses i cançons folklòriques (amb un pròleg de José María Arguedas) i una sèrie de publicacions musicològiques.
Com a compositor, es va allunyar de l'estil neoclàssic i es va anant modificant en gran manera influenciat per la música dodecafònica. En moltes de les seves obres s'identifica la reminiscència de la música peruana, com a la Petita Suite Peruana, la Simfonia del Tercer Món, la suite Arequipeña i el Concert per a la Ciutat Blanca. Va viure els seus últims anys a Huánuco, on es va exercir com a director de cor i professor i director de l'Escola Regional de Música Daniel Alomía Roures.